# Бузаев, Владимир Викторович
Влади́мир Ви́кторович Буза́ев (латыш. Vladimirs Buzajevs; 8 октября 1951, Жуковка, Брянская область) — латвийский политик и публицист (ЗаПЧЕЛ/РСЛ), депутат 8-го и 9-го Сейма. Кандидат технических наук, сопредседатель Латвийского комитета по правам человека, натурализованный гражданин Латвии.

## Биография
Родился в Брянской области 8 октября1951 года. С ноября 1951 года проживал в Латвии. В 1973 году окончил Латвийский государственный университет по специальности «Электродинамика и механика сплошной среды», работал геологом и геофизиком. В 1982 году защитил кандидатскую диссертацию по специальности «Гидрогеология». После восстановления независимости Латвии работал в Государственной геологической службе.

### Политическая карьера
Начал заниматься общественной деятельностью в 1988 году, когда сформулировал идею двух государственных языков и представил ее Верховному Совету.
В 1989 году был избран депутатом Рижского городского совета от Центра демократической инициативы (до 1994 г.). В 1993 году стал одним из учредителей партии «Равноправие».
С 1994 до 2001 года был сопредседателем Латвийского комитета по правам человека. В 1998 году стал помощником депутата Сейма.
В 2001 году избран председателем партии «Равноправие», оставался на этой должности до 2007 года. В  марте 2001 года был избран депутатом Рижской думы, возглавил в ней фракцию ЗаПЧЕЛ. В качестве депутата от ЗаПЧЕЛ был избран в Восьмой Сейм, где стал активнейшим оратором, в 2006 году избран депутатом Девятого Сейма. Представлял интересы Наталии Андреевой перед Большой Палатой ЕСПЧ. На выборах в Десятый Сейм фракция не получила поддержки, поэтому Бузаев лишился мандата.
В 2007 году был выбран председателем думы ЗаПЧЕЛ.
В 2012 году вновь избран сопредседателем ЛКПЧ.
2020 год — избран в Рижскую думу от Русского союза Латвии (экс-ЗаПЧЕЛ).

## Публикации
Автор множества публицистических материалов политической тематики в Латвии и за ее пределами.

### Брошюры
- «Неграждане Латвии»[6] (2007)
- «Как выживают русских»[7] (Рига: Averti-R, 2010)
- «Граждане и „неграждане“: Политико-правовое разделение жителей Латвии в постсоветский период».[8] (М.: Ассоциация книгоиздателей «Русская книга», 2017. 80 с. ISBN 978-5-906995-30-8)

### Книги
- «Современная европейская этнократия: Нарушение прав национальных меньшинств в Эстонии и Латвии» (Бузаев В. В., Никифоров И.В. (сборник) / М.: Историческая память, 2009. ISBN 978-5-9990-0002-6).
- «Правовое положение русскоговорящего меньшинства в Латвии» (на английском[9])
- «Правовое и фактическое положение национальных меньшинств в Латвии».[10] (под редакцией В. Бузаева, 2015 год)

## Награды
- Почётный знак соотечественника в номинации «Общественная деятельность» (2017)[11].